# Anthurium subcordatum
Anthurium subcordatum là một loài thực vật có hoa trong họ Ráy (Araceae). Loài này được Schott miêu tả khoa học đầu tiên năm 1858.